# 187 Strassenbande
187 Strassenbande est un groupe de hip-hop allemand, originaire de Hambourg. Il se compose de Gzuz, Bonez MC, Maxwell, LX et Sa4 , ainsi que des tagueurs Gel, Track, Frost et du producteur Jambeatz.

## Biographie
Le groupe est formé par Bonez MC et par Frost. Leur premier texte de rap, Deep Cover, est bien accueilli du public et se base sur la chanson The Chronic de Dr. Dre et Snoop Dogg sorti en 1992. Après deux publications indépendantes, leur album Krampfthaft Kriminell de Bonez Mc arrive en 2012 dans les hit-parades allemands. Dans la même année, le berlinois Mosh36 rejoint le groupe. Pendant que Gzuz purge sa peine de trois ans de prison, le reste de l'équipe effectue une tournée, la Free Gzuz Tour. En 2013, AchtVier quitte le groupe, puisqu'il a des différends avec les autres membres. Il s'ensuit en 2014 de l'album High und hungrig de Gzuz et Bonez MC, qui se classe pour la première fois dans le top 10 des hit-parades allemands. Leurs trois compilations paraissent sous le label indépendant High und hungrig. Il se place 2e des top albums allemands ainsi que 18e en Suisse et 16e en Autriche. En 2015, Maxwell et LX apporte leur album Obststand au groupe.
Après la publication de la troisième compilation au début de l'année 2015 suit d'une tournée nationale en Allemagne. Avec la publication de l'album Obstand le groupe est montée 12e en Allemagne, 36e en Autriche et 12e des classements d'albums des hit-parades de la semaine le 12 juillet 2015. Le 187 Strassenbande était le seul groupe en vedette, qui a accompagné le groupe Wu-Tang Clan à chacune de ses apparitions sur son A-better-Tomorrow-Deutschland-Tour en 2015. Dans la même année, Gzuz a sorti l'album Ebbe und Flut  en solo pendant la tournée, qui s'étend aussi pour la première fois en Autriche et en Suisse. Le 9 septembre 2016 arrive l'album Palmen aus plastik du membre Bonez MC et de l'artiste solo RAF Camora. Les membres du groupe sont allés en octobre 2016 en excursion.
Leur compilation Sampler 4, est publié le 18 juillet 2017, et atteint la première place des classements allemands, suisses et autrichiens avec 22 millions de vues sur Spotify.

## Style musical
Le groupe est classé dans le genre du Gangsta rap. Il travaille avec d'autres musiciens et compositeurs comme Kontra K, Hanybal, Xatar, Azad, Olexesh, Nate57, Capuz, Momo, Omik K., Capital Bra et Svaba Ortak.
Le producteur principal et compétent du groupe est Jambearz, comparé aux autres membres reste seulement actif en arrière-plan et évite le public. Dans des cas isolés, le groupe travaille aussi avec des producteurs locaux, comme P.M.B., qui a produit le single Schnapp! de Gzuz et LX. Ou bien le producteur Rattos-Locos Kassim Beats, qui a produit le single Das Volk, das sind wir! (en français : « Le peuple, c'est nous! ») de Gzuz et Nate57 comme EP bonus. Palmen aus plastik était en outre un grand succès en 2016 par la coopération avec RAF Camora.
187 Strassenbande est célèbre pour les promotions de leurs albums, leurs tournées, et leurs concerts. Ils se préoccupent également de ce que souhaitent leurs fans. Les membres refusent, dans une large mesure, d'accorder des interviews aux médias télévisés, et utilisent principalement les plateformes Facebook et YouTube pour la communication. Ils seront interviewé uniquement par le rédacteur en chef du Backspin Hip Hop Magazins, Nikol Hüls. Sur leur chaîne YouTube, des clips vidéos ainsi, que des Vlog et des interviews, sont publiées.

## Anciens membres
AchtVier, Hasuna et le berlinois Mosh36 ont chacun quitté le groupe pour différentes raisons.

## Discographie
- 2009 : 187 Strassenbande
- 2011 : Der Sampler II
- 2015 : Der Sampler 3
- 2017 : Sampler 4
- 2021 : Sampler 5